# Erik Van Den Doel
Erik van den Doel (Leiden, 15 de maig de 1979 és un jugador d'escacs neerlandès que té el títol de Gran Mestre des de 1998.
A la llista d'Elo de la FIDE del desembre de 2021, hi tenia un Elo de 2591 punts, cosa que en feia el jugador número 7 (en actiu) dels Països Baixos, i el 252è millor jugador al rànquing mundial. El seu màxim Elo va ser de 2616 punts, a la llista del desembre de 2018.

## Resultats destacats en competició
El 2000 va empatar als llocs 2n-6è amb Laurent Fressinet, Vladimir Baklan, Robert Fontaine i Johan Hellsten a l'Abihome Open.
Van den Doel empatà al primer lloc, però fou subcampió al Campionat d'escacs dels Països Baixos el 2001 (el campió fou Loek van Wely).
Van den Doel ha guanyat el Campionat d'Europa per equips amb els Països Baixos els anys 2001 i 2005 així com la medalla de bronze individual en l'edició de 2001.
Ha representat els Països Baixos en diverses olimpíades d'escacs, entre els anys 1998 i 2006 (l'équip neerlandès fou sisè el 2002).